# Gabriel Attal
Gabriel Nissim Attal de Couriss, född 16 mars 1989 i Clamart, Hauts-de-Seine, är en fransk politiker. Mellan januari och september 2024 var han Frankrikes premiärminister.

## Biografi
Attal studerade vid privatskolan École alsacienne och därefter vid Université Panthéon-Assas och Sciences Po, samtliga i Paris. Under studietiden blev han medlem i det franska socialistpartiet. Han tog 2012 en masterexamen i offentlig förvaltning, och kom därefter att arbeta som rådgivare till den dåvarande hälsoministern Marisol Touraine. År 2014 blev han invald i kommunstyrelsen i Vanves.
År 2016 lämnade Attal socialistpartiet för La République en marche (sedermera Renaissance), och kom året därpå att bli invald i den franska nationalförsamlingen. Efter Emmanuel Macrons seger i presidentvalet 2017 har han kommit att inneha flera regeringsuppdrag: som statssekreterare i utbildningsministeriet 2018–2020, talesperson för regeringen 2020–2022, och minister för offentliga räkenskaper 2022–2023.
I juli 2023 utsågs han till utbildningsminister, och i januari 2024 efterträdde han Élisabeth Borne som premiärminister. Han var den yngste premiärministern i Frankrikes historia samt den förste öppet homosexuella personen på premiärministerposten. Efter Renaissances dåliga resultat i parlamentsvalet i Frankrike 2024 lämnade Attal in sin avskedsansökan, och i september 2024 utsågs Michel Barnier till ny premiärminister av Macron.